# Sapna Awasthi
Sapna Awasthi é um cantora de playback, compositora e atriz indiana.
A música "Beedi", cantada por Sukhwinder Singh foi música-tema da novela da TV Globo, Caminho das Índias.